# Kisbágyon
Kisbágyon ist eine ungarische Gemeinde im Kreis Pásztó im Komitat Nógrád.

## Geografische Lage
Kisbágyon liegt 14 Kilometer südwestlich der Kreisstadt Pásztó an dem Fluss Bujáki-patak.  Nachbargemeinden sind Szarvasgede, Palotás, Egyházasdengeleg, Szirák, Buják und Csécse.

## Geschichte
Im Jahr 1907 gab es in der damaligen Kleingemeinde 81 Häuser und 427 Einwohner auf einer Fläche von 1777 Katastraljochen. Sie gehörte zu dieser Zeit zum Bezirk Szirák im Komitat Nógrád.

## Sehenswürdigkeiten
- Géczy-Landhaus (Géczy-kúria), erbaut 1852
- József-Mindszenty-Büste, erschaffen von András Kontur
- Ondrejovich-Landhaus (Ondrejovich-kúria), erbaut in den 1830er Jahren
- Römisch-katholische Kirche Avilai Szent Teréz, erbaut in den 1940er Jahren, der Turm wurde 1999 hinzugefügt
- Stausee (Palotási tó), südlich des Ortes gelegen

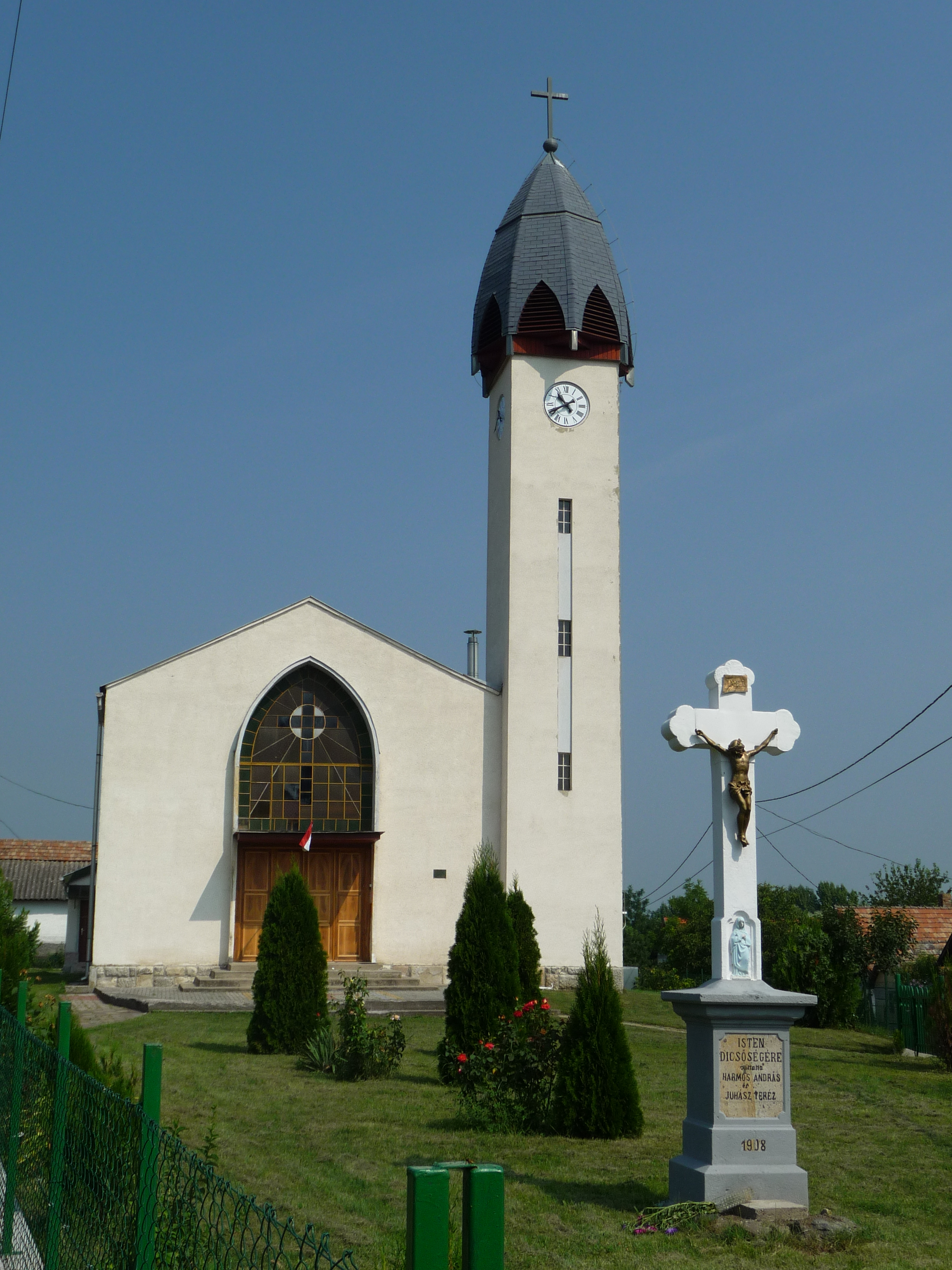
Römisch-katholische Kirche Avilai Szent Teréz

## Verkehr
Durch Kisbágyon verläuft die Landstraße Nr. 2129, von der die Landstraße Nr. 2136 in südliche Richtung nach Palotás und die Nebenstraße Nr. 21148 in nördliche Richtung nach Buják abzweigen. Es bestehen Busverbindungen in die umliegenden Gemeinden, nach Pásztó sowie Hatvan. Die nächstgelegenen Bahnhöfe befinden sich östlich in Jobbágyi und südöstlich in Apc-Zagyvaszántó.